# Ја од јутра нисам стао
Ја од јутра нисам стао је позоришна представа по тексту Уне Визек.

## Радња
Кад причамо о проблемима, увијек причамо из властите перспективе. Но, свијет из жабље и птичје перспективе не изгледа ни слично, зар не?
Зато нам се често чини да причамо другим језицима.
Одавно се зна - да бисмо схватили туђе стајалиште требамо стати на туђе мјесто. Тек промјеном, замјеном, преокретањем вриједности, права и односа моћи, можемо наслутити то туђе мјесто и размислити како је бити онај други. Што год да видимо, гледајући наопачке, сигурно неће бити исто као што гледамо иначе.
Но, једно ће се, надам се, видјети из сваког угла – био нетко мушкарац или жена, лав или тигар, птица или жаба - моћ је свима једнако мила, и кад је се једном дочепају, не пуштају је лако, јер лако се на моћ навикнути. 

## Улоге
| Глумац           | Улога     |
| ---------------- | --------- |
| Милош Крстовић   | ЈЕДИНИЦА  |
| Душан Станикић   | ДВОЈКА    |
| Чедомир Штајн    | ТРОЈКА    |
| Никола Милојевић | ЧЕТВОРКА  |
| Исидора Рајковић | КОМШИНИЦА |
| Сања Матејић     | ПРВА      |